# Varasd vára
Varasd vára (horvátul: Stari grad Varaždin) egy síkvidéki vizivár Varasdon, a város központjában.

## Fekvése
Varasd városában, a városközpont északnyugati részén található. Ma a varasdi városi múzeumnak ad helyet.

## Története
Varasd várát 1181-ben „castrum Garestin” néven említik először III. Béla magyar királynak egy a közeli Varasdfürdőről szóló oklevélben, a város ekkor már ispánsági székhely. A tatárjárásban elpusztult földvárat IV. Béla újjáépíttette. 1397-ben Cillei Hermann kapta meg Zsigmondtól, 1440 körül Cillei Ulrik kővárrá építtette át, majd halála után özvegye, Brankovics Katalin birtokolta. A török veszély közeledtére a 15. század közepén a város körül is építettek földsáncokból és paliszádokból erődítéseket. 1487-ben a vár Corvin János birtoka lett. A vár ostrománál esett el 1527. szeptember 27-én Frangepán Kristóf horvát bán. A török veszély miatt 1544-ben erős falakkal és bástyákkal erősítették meg. 

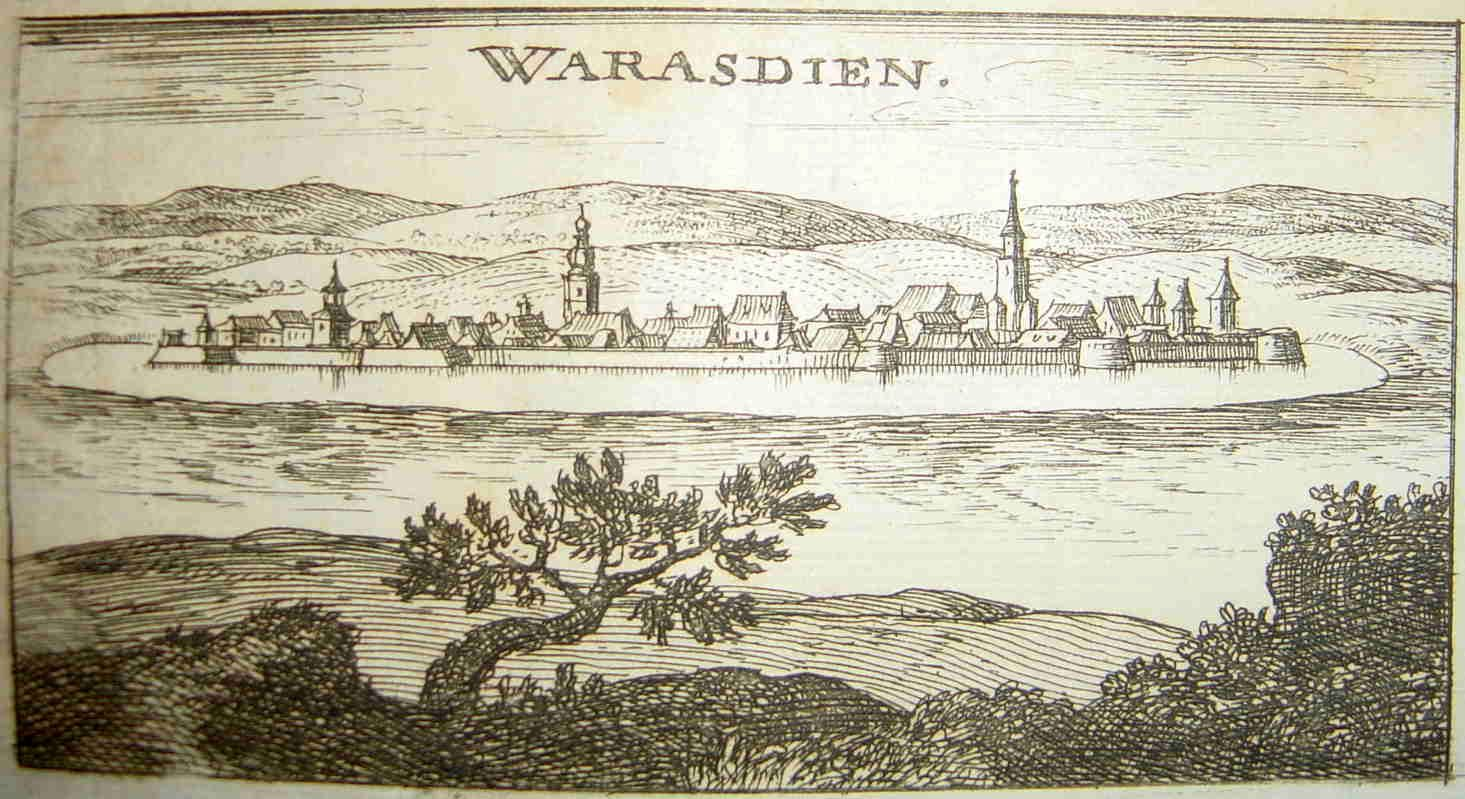
Varasd a 17. században

Ekkortájt építették át a várkastélyt reneszánsz stílusban. Az 1555-ös török hadjárat hatására a pozsonyi országgyűlés az országot hat kapitányságra osztotta; a Vend kapitányság székhelye Varasd lett. Három alkapitányság, a kaproncai, a körösi és az ivanicsi tartozott alá. Ekkor a város az ország egyik legfontosabb erődített helye volt. 1584-ben a király Erdődy Tamást horvát bánná nevezte ki, majd 1607-ben szolgálataiért megkapta Varasd várát is, a hozzá tartozó uradalommal. Ezután a vár 1925-ig az Erdődyek birtoka maradt. 1809-ben a város fejlődése végett a külső várfalakat és a sáncok nagy részét lebontották, a vár azonban ma is áll.

A vár alaprajza

## A vár mai állapota
A vár a városközpont északnyugati részén található, ma itt található a városi múzeum. A várat először a 12. században említik és valószínűleg a megye központja volt. A 14. század végén a Cillei grófok kapták meg a területet és gótikus stílusban újjáépítették a várat. A vár a 16. században érte fénykorát, amikor reneszánsz stílusban átépítették. Az építkezések 1544-ben indultak Domenico dell'Allio itáliai mester irányításával. Ekkor épült a reneszánsz várpalota is. A vár a 16. század végén az Erdődyeké lett, akik több részét barokk stílusban építtették át.
A vár körül a külső nagy sánc maradványait ma egy széles, egykor vízzel telt árok övezi. Ennek vonalvezetésén ma is megfigyelhetők a külső védelmi vonal sarkain állt hatalmas négyszögletű bástyák nyomai. A várfalhoz és a várudvarhoz tartozó épületekből mára kevés maradt meg, de ezek közül ma is megcsodálható az őrtoronynak nevezett várkapu épülete, amelyben ma a vármúzeum működik.